# Орловка (Запорожка област)
Вижте пояснителната страница за други значения на Орловка.
Орловка (на украински: Орлівка, на руски: Орловка) е село в Украйна, разположено в Приморски район, Запорожка област. През 2001 година населението му е 862 души.